# Académie internationale de comédie musicale
Pour les articles homonymes, voir Aicom (homonymie).
L'Académie internationale de comédie musicale est une école créée en 2004 par le chanteur et directeur vocal Pierre-Yves Duchesne.

## Histoire
En 2004, l'école est créée par le chanteur et directeur vocal Pierre-Yves Duchesne.
L'AICOM est le premier campus européen dédié aux formations des arts du spectacle[réf. nécessaire]. 
Depuis 2018, l’AICOM est dirigée par Claire Jomard, ancienne diplômée de l'école.
L’AICOM enseigne tous les arts de la scène au sein de ses Cours Loisirs, des stages durant les vacances scolaires, de ses Classes à Horaires Aménagés (collégiens et lycéens) et de sa Junior Académie.
En septembre 2005, l'AICOM Junior ouvre ses portes. Cette section est destinée aux enfants et aux adolescents. Plusieurs classes sont lancées le mercredi, le samedi puis le dimanche.
Un an après sa création, l'AICOM produit la création du spectacle Dorian Gray d'Erick Sitbon au Café de la gare en spectacle de fin d'année. Suivront d'autres créations et reprises, avec notamment : 
- Anne, le musical de Jean-Pierre Hadida au Café de la gare en 2007.
- Paris-Broadway Aller-retour au Cirque d'Hiver en 2009.
- 1939 avec Lara Fabian au Gymnase Marie-Bell en 2011[2].
- Grease au théâtre Le Palace en décembre 2015[3].
- Jekyll & Hyde au théâtre Le Palace en juin 2016[4].
- Dirty Dancing au théâtre Le Palace en décembre 2016[5].
- Clemenceau et la tranchée des baïonnettes[6] au théâtre Le Palace en juin 2017, repris au Palais des Congrès.
- Into the Woods au théâtre Le Palace en juin 2017.
- Sister Act au théâtre Le Palace en décembre 2017[7].

Le 1er juillet 2018, l'AICOM a ouvert les portes du premier Campus consacré au chant, à la danse et au théâtre en Europe, à Créteil.

## Formations
La formation professionnelle à temps plein de l'AICOM dure trois ans. Cette formation est ouverte à partir de 16 ans.
Il existe plusieurs cursus de formation professionnelle, consacrés au chant, à la danse, au théâtre et à la comédie musicale.

## Admission
L'admission en formation professionnelle est possible : sur concours d'entrée (plusieurs dates chaque année), après un stage d'initiation durant les vacances scolaires et validation des professeurs ou après la Summer School et validation des professeurs.
L'AICOM organise aussi un concours national : la Classe Elite. Les participants présentent un numéro de 3 minutes maximum face au jury et les gagnants sont intégrés à la formation à la rentrée suivant le concours.

## Professeurs
La pédagogique enseignée par l’ensemble de ses équipes est portée par Johan Nus pour la danse, Lionel Losada au niveau du chant et de la musique et Anne Richard à la section théâtre.
Parmi les professeurs de l'AICOM : Patricia Samuel, Sophie Murguet, Julien Salvia, Daisy d’Alba, Bertrand Mounier, Fabrice Todaro, Bruno Berberes, Sarah Tullamore, Yoni Amar, Jeanne Deschaux, Ludivine Sourd, Geoffrey Vitti, Jonatan Cerrada, Kevin Levy, Fleur Mino[réf. souhaitée].

## Affaires judicaires

### Mise en cause d'un ancien professeur
En 2015, l'école met fin à sa collaboration avec un de ses professeurs, le chanteur Stéphane Métro, après que celui-ci a été visé par des enquêtes pour atteintes sexuelles sur mineurs,.

### Mise en cause de l'ancien directeur
En 2022, Pierre-Yves Duchesne est accusé de harcèlement, d'humiliations et d'agression sexuelle envers étudiants et professeurs de l'école. Il est suspendu par l'école.